# Remi De Ridder

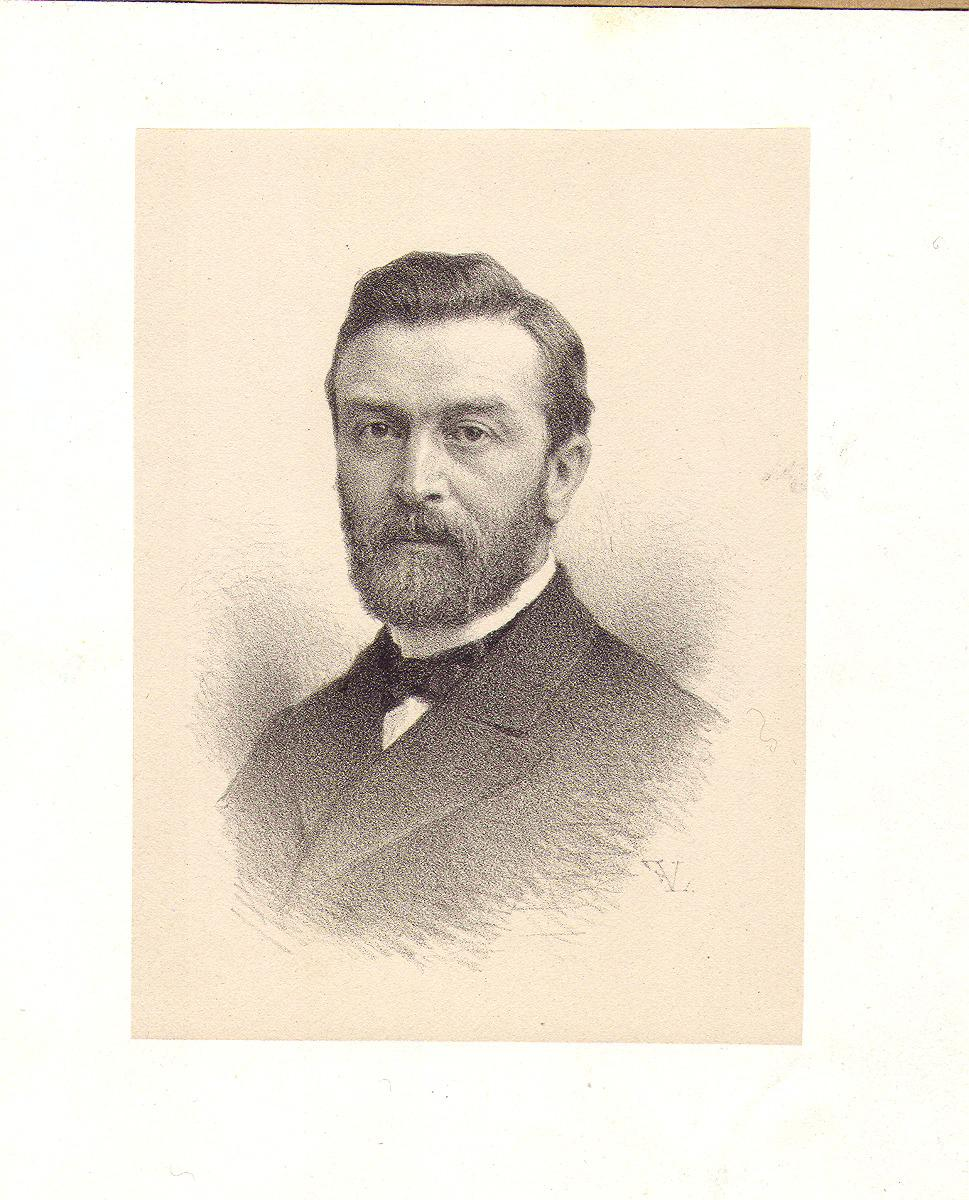
Remi De Ridder

Remi Adolph De Ridder (Wortegem, 6 maart 1843 - Gent, 15 juli 1930) was een Belgisch liberaal politicus en hoogleraar aan de Rijksuniversiteit Gent.

## Biografie
Remi De Ridder was een zoon van Constantin De Ridder, bankier en burgemeester van Wortegem. Na studies aan het Onze-Lieve-Vrouwecollege in Doornik en het Gentse atheneum studeerde hij aan de Rijksuniversiteit Gent, waar hij in 1864 doctor in de rechten wordt en in 1865 doctor in de politieke en administratieve wetenschappen. In 1864-1865 werd hij laureaat van de universitaire wedstrijd voor modern recht.
Hij schreef hij zich als doctor in de rechten in aan de balie. In 1869 werd hij substituut-procureur des Konings in Oudenaarde. In 1878 werd hij buitengewoon hoogleraar aan de universiteit, in 1881 promoveerde hij tot gewoon hoogleraar. Hij doceerde onder meer Politieke economie, Volkenrecht, Encyclopedie van het recht en Geschiedkundige inleiding tot het burgerlijk recht. In 1885-1886 was De Ridder decaan van de rechtsfaculteit, in 1889-1892 lid van de Verbeteringsraad van het Hoger Onderwijs en in 1895-1896 secretaris van de Academieraad. Hij verzette zich tegen het Nederlands als academische taal.
Als progressief liberaal zetelde De Ridder vanaf 1887 in de gemeenteraad van Gent en vanaf 1898 in de provincieraad van Oost-Vlaanderen. In 1889 volgde hij Felix Dauge als schepen van Onderwijs op. In die functie zorgde hij voor een diversifiëring van het stedelijk onderwijs, met tien nieuwe kosteloze bewaarscholen, elf lagere scholen en een eerste school voor buitengewoon onderwijs in Gent. In 1911 verliet hij de gemeenteraad, in 1912 ook de provincieraad. Tijdens en na de Eerste Wereldoorlog beëindigde De Ridder definitief zijn publieke loopbaan. Hij schreef bovendien geregeld artikels voor La Flandre libérale, opgericht door de gebroeders Callier, neven van zijn vrouw. Hij was er tevens voorzitter van de redactieraad van. Ook was hij in 1891 medestichter van de Liberale Kring ter beoefening der maatschappelijke wetenschappen en werken.
Hij was de broer van volksvertegenwoordiger Vital De Ridder. Hij trouwde in 1870 met Savina Dumont (1851-1882), dochter van de Franse arts Alexis Dumont en nicht van Gustave Callier, Albert Callier en Hippolyte Callier. Ze kregen een zoon en drie dochters.
- Louise De Ridder (1871-1947), trouwde in 1898 in Gent met Joseph Bidez (1867-1945), filoloog, historicus en hoogleraar aan de Rijksuniversiteit Gent. Ze kregen een dochter.
- Marthe De Ridder (1872-1924), trouwde in 1896 in Gent met Louis Varlez (1868-1933), rechtsgeleerde. Ze kregen een zoon en twee dochters. Ze waren de schoonouders van Louis Fredericq.
- Jean De Ridder (1877-1911), trouwde in 1902 in Gent met Jeanne Boddaert (1876-1945), dochter van Gustave Boddaert, gynaecoloog, chirurg en hoogleraar aan de Rijksuniversiteit Gent.
- Lucie De Ridder (°1880), trouwde in 1904 met Georges Leboucq (1880-1958), arts en hoogleraar aan de Rijksuniversiteit Gent. Ze kregen twee zoons en een dochter.